# Eucocytia
Eucocytia là một chi bướm đêm thuộc họ Noctuidae. Nó là chi duy nhất của phân họ Eucocytiinae.

## Các loài tiêu biểu
- Eucocytia meeki Rothschild & Jordan, 1905